# Fernando Alves Santa Clara
Fernando Alves Santa Clara, mais conhecido como Fernandinho (Ilhéus, 16 de abril de 1981), é um ex-futebolista brasileiro que atuava como lateral-esquerdo (embora tenha iniciado sua carreira como meia).

## Carreira
Revelado pelo Vitória, pouco atuou no time profissional rubro-negro, logo sendo negociado com o Porto. Não foi aproveitado no gigante português e retornou ao Brasil, com passagens por Joinville e Caxias-SC.
Se destacou nas passagens por Paraná e Criciúma, tendo ainda sido emprestado para o Vasco da Gama em 2005. Com o destaque, foi contratado pelo Cruzeiro em 2006, clube pelo qual atuou por 4 anos, e passou a atuar como lateral-esquerdo.
No entanto, no dia 21 de junho de 2010, foi anunciado como novo reforço do Atlético Mineiro, rival do clube celeste. No Atlético, o jogador não conseguiu repetir as boas atuações que teve pelo Cruzeiro, e acabou sendo dispensado do clube no final do ano.
Em 2011, no dia 8 de janeiro, foi apresentado como novo reforço do Joinville para a temporada. Esta foi a sua segunda passagem pelo clube catarinense, no qual jogou em 2002, porém não tendo boa passagem.
No dia 23 de maio de 2011, acertou sua volta ao Vitória, para a disputa da Série B. No final da temporada, após o fracasso no projeto de retorno  à Série A, o jogador, que teve altos e baixos, mesmo sendo o líder de assistências do time acabou liberado. Poucos dias depois, acertou com o Paraná.
Em dezembro de 2012 foi confirmado como novo reforço do São Caetano.
Em dezembro de 2013, acertou para 2014, com o Fortaleza.
Em fevereiro de 2015, acertou com o Ceará. Em maio de 2016, Fernandinho deixou o Ceará com mais 6 jogadores.
Em julho de 2016, Fernandinho acertou o retorno para o Joinville.

## Títulos
Vitória
- Campeonato Baiano: 1999 e 2000
- Copa do Nordeste: 1999

Criciúma
- Campeonato Catarinense: 2005
- Campeonato Brasileiro – Série C: 2006

Cruzeiro
- Campeonato Mineiro: 2008 e 2009
- Campeonato Internacional de Verano: 2009

Paraná
- Divisão de Acesso:  2012

Ceará
- Copa do Nordeste: 2015